# Pedro Rodríguez Ledesma
Pedro Eliezer Rodríguez Ledesma, känd som Pedro, född 28 juli 1987 i Santa Cruz de Tenerife, Spanien, är en spansk fotbollsspelare som spelar för Lazio. Han är anfallare, ursprungligen kantspelare, och kan spela på höger eller vänster kant.

## Karriär
Pedro började sin karriär i CD San Isidro och kom till FC Barcelona i augusti 2004. Han var en nyckelspelare i B-laget och fick därför förtroendet att spela med A-laget säsongen 2008/2009. Även om hans speltid var väldigt begränsad, så medverkade han i alla fall i alla tre turneringar (La liga, UEFA Champions League och Copa del Rey) och kunde därmed åtnjuta trippelsegern. Då tre av turneringarna hade sina avgörande möten kommande säsong 2009/2010 blev Pedro 16 december 2009 klubbens första spelare att göra mål i sex olika tävlingssammanhang under en säsong. Han lyckades med bedriften att göra mål i La Liga, Copa del Rey, UEFA Champions League, Europeiska supercupen, Spanska supercupen och VM för klubblag.
Pedro gjorde sitt första officiella mål i FC Barcelona 16 augusti då han nätade 2-1 mot Athletic Bilbao i den första finalen av två i Supercopa de España. Innan detta hade han gjort 2 mål i träningsmatcher.
Pedro avgjorde matchen i UEFA Supercup mot Sjachtar Donetsk i den 115:e minuten. Matchen slutade 1-0 till Barcelona.
Den 10 april 2010 gjorde han andra målet för Barcelona i El Clasico mot Real Madrid. Första målet gjorde Lionel Messi. I nästa El Clasico den 29 november 2010 gjorde Pedro ett mål när Barca vann med 5-0. Pedro gjorde även första målet i Champions League-finalen mot Manchester United då de vann 2011 i Wembley i London.
Den 20 maj 2010 blev Pedro uttagen i Spaniens officiella trupp till VM i Sydafrika och den 29 maj gjorde han A-landslagsdebut i en träningslandskamp mot Saudiarabien. Han vann VM 2010 och även EM 2012.
Den 23 augusti 2015 gjorde Pedro sin debut i sin nya klubb Chelsea Football Club. Det var i den tredje omgången i premier League och Pedro spelade från start. Pedro spelade väldigt bra och bara efter 20 minuter var han framme och gjorde sitt första mål för klubben. Senare i den 30:e minuten fick Pedro bollen på högerkanten och spelade snyggt in till Diego Costa som gjorde 2-0 till Chelsea. Matchen slutade 2-3 till Chelsea och Pedro fick en väldigt lyckad debut.
Den 25 augusti 2020 värvades Pedro av Roma, där han skrev på ett treårskontrakt. Den 19 augusti 2021 värvades Pedro av Lazio, där han skrev på ett tvåårskontrakt. Han blev den första spelaren att göra en direkt övergång mellan klubbarna sedan målvakten Astutillo Malgioglio 1985.

## Meriter

### FC Barcelona
- La Liga: 2008/2009, 2009/2010, 2010/2011, 2012/2013, 2014/2015
- UEFA Champions League: 2008/2009, 2010/2011, 2014/2015
- Spanska cupen: 2008/2009, 2011/2012, 2014/2015
- Spanska supercupen: 2009, 2010, 2011, 2013
- UEFA Super Cup: 2009, 2011, 2015
- VM för klubblag: 2009, 2011

### Chelsea
- Premier League: 2016/2017
- Uefa Europa League: 2018/2019
- Fa-cupen : 2018

### Spanien
- VM-guld 2010
- EM-guld 2012